# Anii 1370
Secole: Secolul al XIII-lea - Secolul al XIV-lea - Secolul al XV-lea
Decenii: Anii 1320 Anii 1330 Anii 1340 Anii 1350 Anii 1360 - Anii 1370 - Anii 1380 Anii 1390 Anii 1400 Anii 1410 Anii 1420
Ani: 1370 | 1371 | 1372 | 1373 | 1374 | 1375 | 1376 | 1377 | 1378 | 1379